# Ahmad Faradż Abd ar-Rahim
Ahmad Faradż Abd ar-Rahim (arab. أحمد فرج عبد الرحيم) – egipski zapaśnik walczący w stylu wolnym. Szósty na igrzyskach afrykańskich w 1995. Wicemistrz Afryki w 1997 i brązowy medalista w 1996. Trzeci na igrzyskach panarabskich w 1997. Zwycięzca mistrzostw arabskich w 1995. Piąty w igrzyskach frankofońskich w 1994 roku.